# Élections sénatoriales de 2020 dans l'Aube
Les élections sénatoriales dans l'Aube ont lieu le dimanche 27 septembre 2020. Elles ont pour but d'élire les sénateurs représentant le département au Sénat pour un mandat de six années.

## Contexte départemental
Lors des élections sénatoriales de 2014 dans l'Aube, deux sénateurs ont été élus : Philippe Adnot et François Baroin.
François Baroin démissionne en 2017, pour se mettre en conformité avec la loi limitant le cumul des mandats et préférant rester maire de Troyes. Une élection partielle a lieu en décembre 2017 et est remportée par Évelyne Perrot, ancienne suppléante de François Baroin.
Depuis, tous les effectifs du collège électoral des grands électeurs ont été renouvelés, avec les élections départementales de 2015, les élections régionales de 2015, les élections législatives de 2017 et les élections municipales de 2020.

## Sénateurs sortants
| Sénateur | Sénateur       | Parti | Fonctions lors de l'élection en 2014           |
| -------- | -------------- | ----- | ---------------------------------------------- |
|          | Philippe Adnot | DVD   | Sénateur sortant, président du conseil général |
|          | Évelyne Perrot | UDI   | Maire de Dosches                               |

## Présentation des candidats et des suppléants
Les nouveaux représentants sont élus pour une législature de 6 ans au suffrage universel indirect par les 1 004 grands électeurs du département. Dans l'Aube, les sénateurs sont élus au scrutin majoritaire à deux tours. Leur nombre reste inchangé, deux sénateurs sont à élire. Les candidatures sont présentées ici dans l'ordre de leur dépôt à la préfecture.
| N°  | Candidats | Candidats          | Parti | Principales fonctions                       |
| --- | --------- | ------------------ | ----- | ------------------------------------------- |
| T 1 |           | Vanina Paoli-Gagin | DVD   |                                             |
| s 1 |           | Philippe Adnot     | DVD   | Sénateur sortant                            |
|     |           |                    |       |                                             |
| T 2 |           | Anna Zajac         | PCF   | Conseillère municipale de Troyes            |
| s 2 |           | Antoine Gueben     | PCF   | Maire de Nogent-en-Othe                     |
|     |           |                    |       |                                             |
| T 3 |           | Catherine Brégeaut | LREM  | Conseillère départementale                  |
| s 3 |           | Christophe Plaglia | LREM  | Conseiller municipal de La Rivière-de-Corps |
|     |           |                    |       |                                             |
| T 4 |           | Gérard Menuel      | LR    | Député, ancien adjoint au maire de Troyes   |
| s 4 |           | Odile Borde        | LR    | Maire de Meurville                          |
|     |           |                    |       |                                             |
| T 5 |           | Évelyne Perrot     | UDI   | Sénatrice sortante                          |
| s 5 |           | Jacky Raguin       | LR    | Maire de Creney-près-Troyes                 |
|     |           |                    |       |                                             |
| T 6 |           | Angélique Ranc     | RN    | Conseillère régionale                       |
| s 6 |           | Jordan Guitton     | RN    | Conseiller municipal de Troyes              |

## Résultats
| Candidats                | Candidats                | Parti                    | Nuance                   | Premier tour | Premier tour | Second tour          | Second tour          |
| Candidats                | Candidats                | Parti                    | Nuance                   | Voix         | %            | Voix                 | %                    |
| ------------------------ | ------------------------ | ------------------------ | ------------------------ | ------------ | ------------ | -------------------- | -------------------- |
|                          | Évelyne Perrot           | UDI                      | DVD                      | 594          | 60,49        | Élue dès le 1er tour | Élue dès le 1er tour |
|                          | Vanina Paoli-Gagin       | SE                       | DVD                      | 470          | 47,86        | 429                  | 45,44                |
|                          | Gérard Menuel            | LR                       | LR                       | 416          | 42,36        | 383                  | 40,57                |
|                          | Catherine Brégeaut       | LREM                     | DVC                      | 129          | 13,14        | 57                   | 6,04                 |
|                          | Anna Zajac               | PCF                      | COM                      | 85           | 8,66         | 39                   | 4,13                 |
|                          | Angélique Ranc           | RN                       | RN                       | 66           | 6,72         | 36                   | 3,81                 |
|                          |                          |                          |                          |              |              |                      |                      |
| Votes valides            | Votes valides            | Votes valides            | Votes valides            | 982          | 98,79        | 944                  | 95,35                |
| Votes blancs             | Votes blancs             | Votes blancs             | Votes blancs             | 8            | 0,80         | 13                   | 1,31                 |
| Votes nuls               | Votes nuls               | Votes nuls               | Votes nuls               | 4            | 0,40         | 33                   | 3,33                 |
| Total                    | Total                    | Total                    | Total                    | 994          | 100          | 990                  | 100                  |
| Abstention               | Abstention               | Abstention               | Abstention               | 24           | 2,36         | 28                   | 2,75                 |
| Inscrits / participation | Inscrits / participation | Inscrits / participation | Inscrits / participation | 1 018        | 97,64        | 1 018                | 97,25                |